# تشاد هو
تشاد هو (بالإنجليزية: Chad Ho)‏ هو سباح جنوب أفريقي، ولد في 21 يونيو 1990 في جوهانسبرغ في جنوب أفريقيا.

## وصلات خارجية
- تشاد هو على موقع الاتحاد الدولي للسباحة (الإنجليزية)
- تشاد هو على موقع اللجنة الأولمبية الدولية (الإنجليزية)
- تشاد هو على موقع أوليمبيديا (الإنجليزية)